# Feature

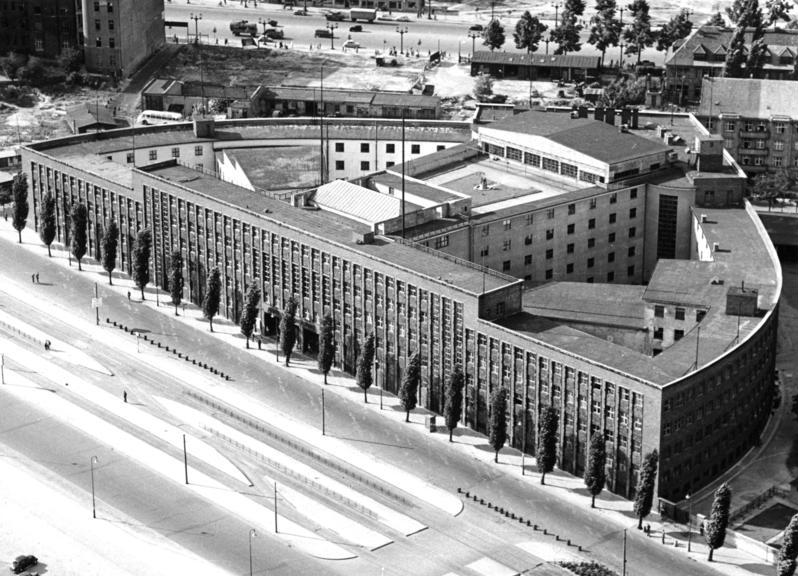
Siedziba rozgłośni radiowej SFB, Berlin Zachodni, 1947

Feature – gatunek radia non-fiction, który obok słuchowiska wyłonił się po 1945 roku w programach kulturalnych rozgłośni radiowych różnych krajów europejskich. Radiowy feature łączy w sobie m.in. elementy słuchowiska, dokumentu i reportażu. Jako samodzielny gatunek został spopularyzowany pod koniec lat 30. XX wieku, początkowo w Wielkiej Brytanii.
Rozgraniczenie pomiędzy radiowym feature a innymi pokrewnymi gatunkami, tj. słuchowiskiem czy reportażem nie jest jednoznaczne. W uproszczeniu można powiedzieć, że feature odnosi się tak do słuchowiska, jak film dokumentalny do filmu fabularnego. W gatunku feature przeważa zazwyczaj charakter dokumentacyjny treści, forma jest jednak artystyczna, niekiedy również eksperymentalna.

## Historia
W roku 1937 został wprowadzony w BBC tzw. Experimental Hour. Choć poszczególne programy z tego cyklu formalnie nie były powiązane treściowo, przeważały audycje o charakterze dokumentacyjnym. Za pierwszy uznaje się feature Kaleidoscope Lance'a Sievekinga
Wyłoniła się nowa forma prezentacji, dla której od 1939 roku używano terminu „feature”. Po zakończeniu drugiej wojny światowej, wraz z okupacją wojsk brytyjskich, ten nowy gatunek radiowy przybył do Niemiec.
Axel Eggebrecht ustalił w listopadzie 1945 przez ogłoszenie w „Talks and Feature” w niemieckiej rozgłośni radiowej NWDR (dziś NDR i WDR), w dziesięciu punktach, co o feature powinni wiedzieć autorzy i redaktorzy. Eggebrecht jest również autorem pierwszego niemieckojęzycznego radiowego feature pt.: „Co by było, gdyby... Przegląd przyszłości świata“, wyemitowanego po raz pierwszy 9 marca 1947. Eggebrecht, Peter von Zahn, Ernst Schnabel i Alfred Andersch to czterej najważniejsi autorzy gatunku feature w pierwszych trzech latach po wojnie.
W roku 1945 rozgłośnia SFB (dziś RBB) przejęła berlińskie studio radia NWDR. Od końca lat 60. XX wieku Peter Leonhard Braun rozwijał tu tzw. „pisemny” feature w kierunku „akustycznego” feature. Proces stereo i praca z oryginalnymi nagraniami dźwięku znacząco kształtowały ten rozwój.
Podczas gdy w Niemczech Zachodnich od 1945 r. feature zaliczany był do stałych elementów programu radiowego, w Radio NRD preferowano początkowo określenie „dokumentacja radiowa” (Georg Dannenberg). Dopiero w styczniu 1963 został założony w Berlinie (Wschodnim) samodzielny dział feature, który istniał aż do przekształcenia byłej rozgłośni NRD w grudniu 1991.
Obok produkcji w rozgłośniach radiowych obserwuje się od końca lat 90. tendencję do samodzielnych produkcji. Tendencja ta znacząco wpłynęła na estetykę radiowego feature ostatnich lat. Autorzy przejmują rolę reżysera, realizatora dźwięku, a czasem też spikera.
Liczne feature opublikowano w ostatnich latach w formie książki na CD. „Wierzymy, że feature z jego niezwykłymi możliwościami nie może zabraknąć w żadnym repertuarze książek audio”, mówi Katrin Machulik – lektorka wydawnictwa audio. „Wybierane zagadnienia muszą charakteryzować się pewną ponadczasowością, dlatego szczególnie nadają się ku temu portrety audio znanych osobowości współczesnej historii”.